# AVS-36
De AVS-36 (Russisch: Автоматическая винтовка Симонова образца 1936 года; Avtomatitsjeskaja Vintovka Simonova, Obrazets 1936 goda; Simonov automatisch geweer, model 1936) is een Russisch automatisch geweer dat werd gebruikt in de Winteroorlog en de eerste jaren van de Tweede Wereldoorlog. Het was een van de eerste automatische militaire geweren die waren uitgerust met een vuurselector, waardoor semi- of volautomatisch vuren mogelijk was.
De ontwerper, Sergej Simonov, begon zijn werk met een semiautomatische gasdruklader in 1930. In 1931 had hij zijn eerste prototype gereed dat er veelbelovend uitzag. Drie jaar later, in 1934, werd nog een beter ontwerp gemaakt. Het jaar daarop werd er een wedstrijd tussen Simonovs en Fjodor Tokarevs ontwerp gehouden. Simonovs ontwerp won de wedstrijd en werd als de AVS-36 in gebruik genomen. Scherpschuttergeweren met een PE-vizier werden in kleine aantallen gebruikt. De AVS-36 werd voor het eerst in het openbaar gezien op de Dag van de Arbeid-parade in 1938 in Moskou.
Eenmaal in gebruik werd het snel duidelijk dat de AVS geen goed ontwerp was; het mechanisme was veel te ingewikkeld, en het probleem werd erger omdat het wapen ook vuil naar binnen liet.
Maar dat waren niet de enige problemen. De mondingsrem was een mislukking - het geweer was onbeheersbaar bij volautomatisch vuren. En sommigen vonden ook het magazijn te lang.
In 1938 werd de productie gestopt, en er werd weer een wedstrijd gehouden, opnieuw tussen Simonov en Tokarev, waar ze hun nieuwe ontwerpen lieten zien. Simonovs geweer was lichter en bevatte minder onderdelen, terwijl dat van Tokarev als steviger werd beschouwd. Tokarev won en zijn geweer werd in gebruik genomen als de SVT-38, en later zou dit model nog worden gewijzigd tot de bekende SVT-40. Na de AVS ontwierp Simonov ook nog het PTRS-41 antitankgeweer en de SKS-karabijn.
Waarschijnlijk zijn er zo'n 65 800 AVS-36's geproduceerd, alhoewel de meeste bronnen beweren dat het er zo'n 33 000 tot 34 500 geweest moeten zijn. Het geweer werd voor het eerst in actie gezien in de slag bij Halhin Gol, en later in de Winteroorlog tussen de Sovjet-Unie en Finland, maar deed het niet goed. Sommige van deze problemen werden veroorzaakt door incorrect gebruik; veel geweren werden gebruikt voordat ze waren schoongemaakt van hun opslagvet, dat "bevroor". SVT-38's en LS-26s aan de kant van de Finnen leden aan dergelijke problemen. Finse strijdkrachten onderschepten enkele honderden van deze geweren en gebruikten ze. Toen er nog grotere aantallen van de meer degelijke SVTs werden onderschept, werden ze niet meer gebruikt. In de Sovjet-Unie, werd het aantal AVSs vlug verminderd, alhoewel er toch nog aantallen werden gebruikt tijdens de Tweede Wereldoorlog. Tegenwoordig is het een zeldzaam geweer, de meeste van de overgebleven geweren zijn waarschijnlijk in Finland.